# Stevensia minutifolia
Stevensia minutifolia är en måreväxtart som beskrevs av Brother Alain. Stevensia minutifolia ingår i släktet Stevensia och familjen måreväxter. Inga underarter finns listade i Catalogue of Life.